# The Oxbow
The Oxbow (ou Vue depuis le mont Holyoke, Northampton, Massachusetts, après un orage) est une peinture de paysage séminale de Thomas Cole, fondateur de la Hudson River School. La peinture représente un panorama romantique de la vallée de la rivière Connecticut juste après un orage. Il a été interprété comme une confrontation entre la nature sauvage et la civilisation.

## Contexte
Entre 1833 et 1836, le peintre américain et « fondateur » putatif de l'école du fleuve Hudson, Thomas Cole, avait travaillé dur sur sa série de tableaux Le cours de l'Empire. L'œuvre a été commandée par un mécène, Luman Reed, de New York, qui avait rencontré Cole en 1832. Leur amitié a été fondée sur la générosité de Reed en achetant les peintures de Cole. Reed a demandé que la série de tableaux Le Cours de l'Empire comprenne pas moins de cinq tableaux d'une composition historique. Cole lui-même était excité par un tel projet, mais le doute a commencé à s'installer à la fin de 1835. Tandis que Cole peignait, Reed lui a suggéré de suspendre le travail sur Le Cours de l'Empire et de peindre quelque chose qui était plus dans son élément pour l'exposition annuelle de la National Academy of Design qui ouvrirait en avril 1836[réf. nécessaire]. Cole a répondu à Reed par lettre, en déclarant qu'il se sentait obligé de terminer la série car Reed avait été si généreux dans son soutien. Il a proposé de terminer simplement le dernier tableau de la série pour l'exposition. Cependant, Reed n'a pas vraiment aimé l'idée, car il pensait que cela pourrait gâcher le dévoilement de la série dans son ensemble. À la place, il  a suggéré que Cole peigne un tableau un peu comme le deuxième tableau dans la série, L'État pastoral . Reed a décrit la scène paisible : « aucun homme n'a jamais produit un paysage plus agréable en une saison plus agréable ». 
Répondant dans une lettre en mars 1836, Cole a accepté de suivre les conseils de Reed et de peindre un tableau pour l'exposition, écrivant : 

« Les images de fantaisie se vendent rarement et elles prennent généralement plus de temps que les vues, j'ai donc décidé de peindre l'une de ces dernières. J'ai déjà commencé une vue depuis le mont. Holyoke  – c'est presque la plus belle scène que j'ai dans mon carnet de croquis et est bien connue – ce sera nouveau et je pense efficace – je ne pouvais pas trouver un sujet très similaire à votre deuxième peinture et le temps ne me permettrait pas d'en inventer un. »

— Metropolitan Museum Journal. p. 63–67.
Cole commente aussi qu'il a utilisé une toile plus grande, car il n'a pas été en mesure de préparer un cadre assez petit à temps pour l'exposition, et, d'ailleurs, il a senti obligé de faire avec la seule peinture qu'il devait présenter une déclaration.

## Composition
Dans le premier plan, la peinture passe plan d'une région sauvage sombre avec des troncs d'arbres brisés sur des falaises raboteuses couvertes de violents nuages de pluie  à gauche à un paysage cultivé lumineux et paisible qui borde la tranquillité du Connecticut pliant Rivière à droit. La vue que Cole essayait à peindre était particulièrement difficile, car sa largeur panoramique s'étendait au-delà de la largeur des peintures de paysage typiques de l'époque. Pour résoudre ce problème, Cole a assemblé deux vues distinctes du mont. Holyoke, créant une image synthétique, plutôt que fidèle, de la scène. Sur la colline en arrière-plan, on peut observer des cicatrices d'exploitation du bois dans la forêt, qui semblent se former des lettres hébraïques. Matthew Baigell l'a remarqué pour la première fois par longtemps après la peinture du paysage. Il se lit "Noé (נֹ֫חַ)", mais s'il est vu à l'envers, comme si du point de vue de Dieu, le mot Shaddai est formé, "Le Tout-Puissant". Cole s'est peint dans un minuscule autoportrait assis sur les rochers avec son chevalet au premier plan.

## La possession
Cole a vendu le tableau à l'exposition à Charles Nicoll Talbot (1802–1874), marchand du commerce chinois. En 1838, il le prêta à la "Dunlap Benefit Exhibition", et, puis, à la troisième exposition annuelle du "Artists' Fund Society", qui a été fondé à New York en 1862. Suivant sa mort en 1874, le tableau a été acquis de sa propriété par Margaret Olivia Slocum Sage, épouse de Russell Sage. Olivia Sage a été inspirée à faire don de The Oxbow au Metropolitan Museum of Art par un geste similaire en 1904 de Samuel P. Avery, Jr., qui a fait don du Titan's Goblet, une autre des peintures bien connues de Cole. En outre, l'avocat d'Olivia Sage, Robert W. DeForest, était secrétaire du conseil d'administration du musée. La peinture réside aujourd'hui au Metropolitan Museum of Art.

## Œuvres dérivées

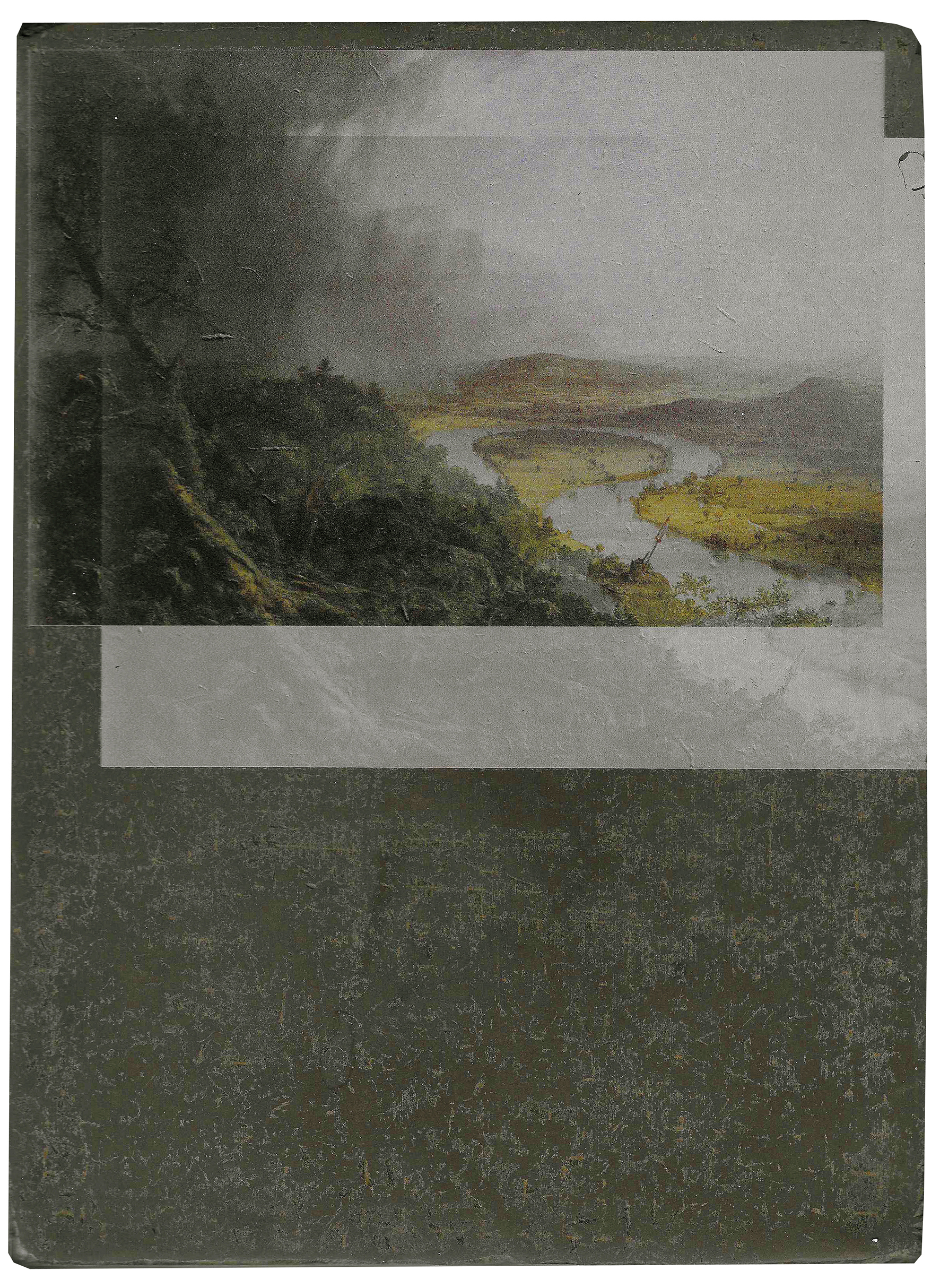
The Oxbow, Guillaume Chamahian - impression sur plaque de grès, 20 x 26 x 2 cm / 2024

En 2024 l'artiste plasticien Guillaume Chamahian s’est réapproprié l’image pour en recomposer une nouvelle sous forme de juxtaposition et de transparence qu’il a ensuite imprimée sur une plaque de grès (20 x 26 x 2 cm)